# La Taberna
La taberna (título original: L'Assommoir) es una novela de Émile Zola publicada en forma de folletín desde 1876 en Le Bien public, y luego en La République des Lettres, antes de publicarse en forma de libro en 1877 editado por Georges Charpentier. Es el séptimo volumen de la serie Les Rougon-Macquart. Es una obra totalmente consagrada al mundo obrero y, según Zola en el prefacio, "la primera novela sobre la gente, que no miente y que tiene el olor de la gente". El autor reconstruye la lengua y los modales de los obreros, todo esto mientras describe los estragos causados por la miseria y el alcoholismo. En el momento de su aparición, la obra suscitó vivas polémicas porque se la consideraba demasiado cruda. Pero es justamente este realismo el que, sin embargo, provoca que sea todo un éxito, asegurando al autor fortuna y celebridad.